# Caja de cambios con preselector

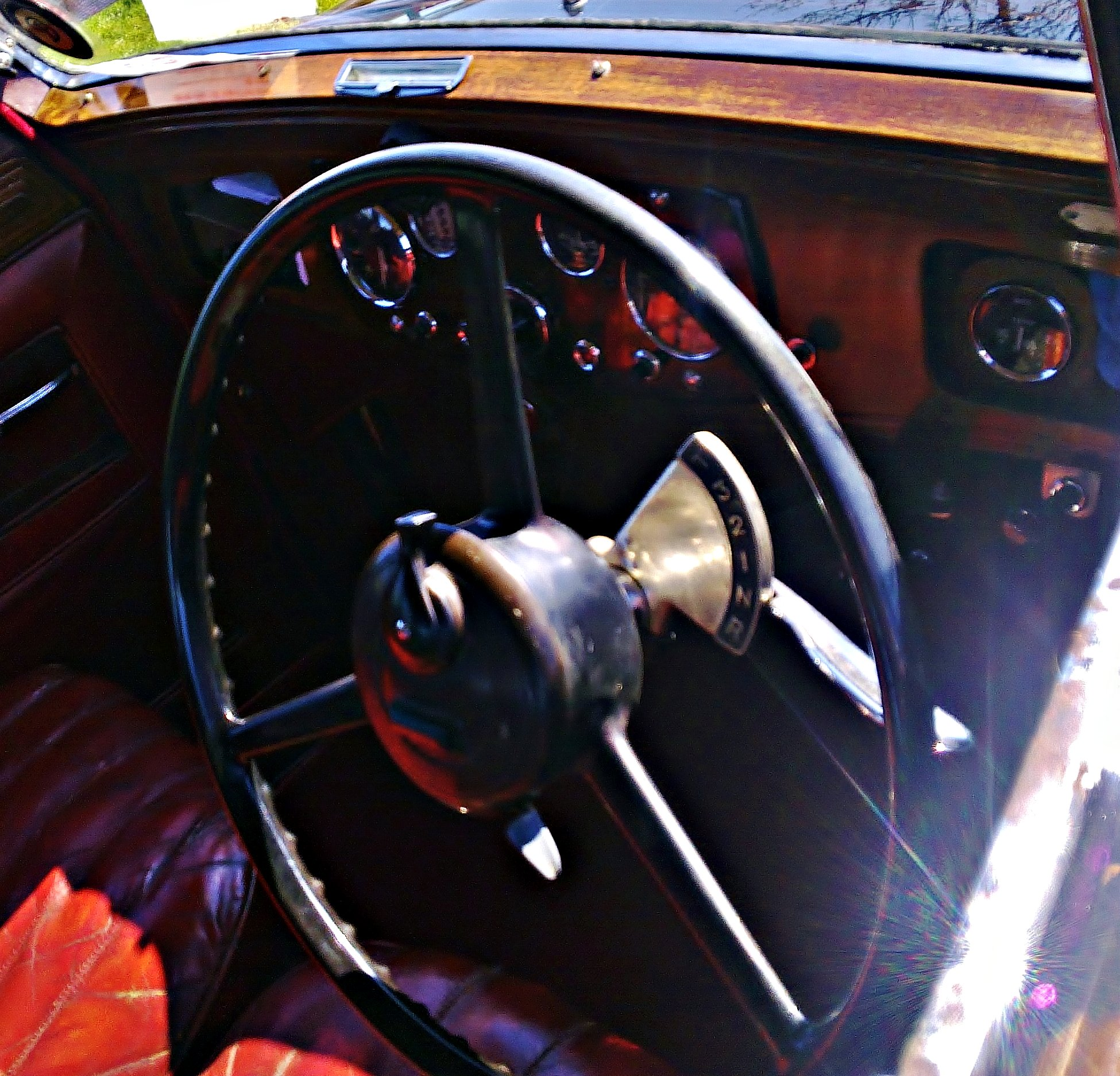
Palanca de preselección de marchas en la columna de dirección de un Daimler Fifteen de 1934

Una caja de cambios con preselector (o caja de cambios preselectora) es un tipo de transmisión manual utilizado principalmente en turismos y coches de carreras en la década de 1930, en autobuses de 1940 a 1960 y en vehículos blindados de 1930 a 1970. La característica definitoria de una caja de cambios preselectora es que la palanca de cambio de marcha le permite al conductor "preseleccionar" la siguiente marcha, normalmente con la transmisión en la marcha actual hasta que el conductor presiona el "pedal de cambio de marcha" en el momento deseado.
El diseño eliminó la necesidad de que el conductor dominara la sincronización del accionamiento combinado del pedal de embrague y de la palanca de cambios para lograr un cambio suave en una transmisión manual no sincronizada. La mayoría de las transmisiones con preselector evitan por completo que el conductor tenga que controlar un embrague, aunque algunos sistemas lo incluían para partir desde parado. Eran más comunes antes de la adopción generalizada de la transmisión automática, por lo que se consideraron en comparación con el tipo de transmisión manual "cajas de cambio de choque".
Las cajas de cambios con preselector se comercializaban en ocasiones como "autocambiables", aunque esta es una descripción inexacta, ya que se requiere que el conductor elija la marcha (y que accione manualmente el cambio en algunos diseños). Una transmisión automática dispone de una verdadera "caja de cambios autocambiable", ya que puede disponer la marcha más adecuada sin la intervención del conductor.
Hay varios diseños mecánicos radicalmente diferentes de la caja de cambios con preselector. El más conocido es el diseño de Wilson. Algunas cajas de cambios, como la Cotal, cambiaban de marcha inmediatamente cuando se movía el control, sin requerir el pedal de cambio de marcha independiente.

## Ventajas
En comparación con las transmisiones manuales de la época (que no eran sincronizadas), las cajas de cambios preseleccionadoras eran más fáciles de utilizar sin problemas, ya que no requerían utilizar técnicas como el doble embrague. También tenían tiempos de cambio más rápidos, podían manejar mayores potencias, tenían menos peso y podían cambiar bajo carga.
Una ventaja de diseño de muchas cajas de cambios preseleccionadoras es que los componentes de fricción son frenos en lugar de embragues. Esto significaba que podían usarse bandas de freno no giratorias para las piezas sujetas a desgaste, lo que da como resultado un diseño más simple que un componente giratorio como un embrague típico. Los componentes de desgaste también podían montarse en el exterior del mecanismo (en lugar de encerrarse dentro de él), proporcionando un acceso más fácil para el mantenimiento y el ajuste.

## Diseños

### Wilson

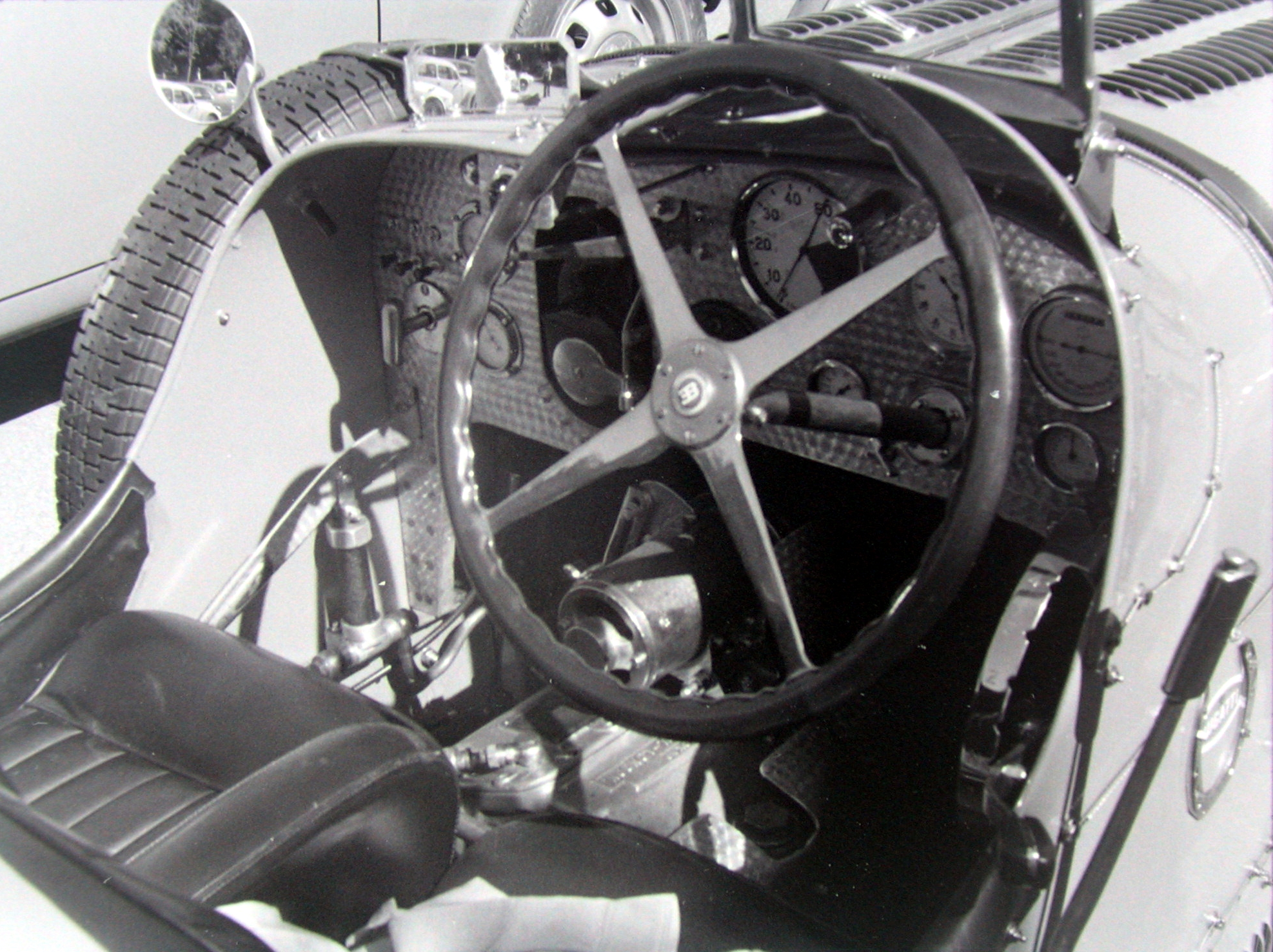
Puesto de conducción de un Bugatti Type 51 de 1931, con el accionamiento de una caja de cambios preselectora Wilson

El tipo más común de caja de cambios preselectora era la Wilson, que usaba un diseño epicíclico. Un precursor de la caja de cambios Wilson fue la caja de cambios epicíclica controlada manualmente utilizada en los automóviles Wilson-Pilcher (1901-1904) construidos en el Reino Unido. Uno de los directores de la empresa, Walter Gordon Wilson, se había convertido en un defensor de los beneficios de la caja de cambios epicíclica, que permitía transmitir grandes pares sin dejar de ser controlable mediante una pequeña fuerza de entrada. Walter Wilson fue uno de los principales inventores del carro de combate blindado durante y después de Primera Guerra Mundial, y fue responsable del Tanque Mark V británico de 1918 que usaba una caja de cambios de dirección epicíclica. La empresa británica Lanchester Motor Company también produjo automóviles con cajas de cambios epicicloidales controladas manualmente a partir de 1900 y construyó un tanque experimental (Lanchester Gearbox Machine o Experimental Machine K) equipado con una caja de cambios epicicloidal.
Walter Wilson continuó experimentando con cajas de cambios epicicloidales para automóviles y en 1928 inventó la denominada "caja de cambios Wilson". Walter y uno de los copropietarios de la compañía Armstrong Siddeley Motors formaron la empresa Self-Changing Gears Ltd. (inicialmente llamada "Improved Gears Ltd.") para diseñar y construir la caja de cambios Wilson. El Armstrong Siddeley Thirty de 1929 fue uno de los primeros automóviles en utilizar la caja de cambios Wilson. La caja de cambios también fue construida bajo licencia por otros fabricantes, incluidos Cord, ERA, Daimler y Maybach.
El conductor preseleccionaba la siguiente marcha usando una palanca montada en el volante, luego presionaba el 'pedal de cambio de marcha' (a menudo ubicado en lugar del pedal del embrague habitual) para activar el cambio de marcha en el momento deseado.
La caja de cambios Wilson se produjo con distintos tipos de embragues. El más conocido es el acoplador hidráulico, utilizado para turismos como el Daimler (Armstrong Siddeley utilizó un embrague centrífugo). Los coches deportivos usaban un embrague centrífugo Newton, un sistema multidisco similar a los embragues manuales de carreras de la época, pero con la placa de presión accionada centrífugamente para acoplarse a alrededor de 600 rpm. Los coches de carreras puros, como el ERA, evitaban utilizar un embrague por completo y confiaban en el acoplamiento progresivo del freno de banda de la caja de cambios en la marcha más baja al arrancar. Cuando la caja estaba equipada con un embrague centrífugo o un acoplamiento hidráulico, comenzar desde parado implicaba simplemente seleccionar la primera marcha, y a continuación el embrague se acoplaba automáticamente una vez que se pisaba el pedal del acelerador. En otros coches, el pedal de cambio de marcha funcionaba como un embrague al arrancar desde parado.
La caja de cambios Wilson se basó en una serie de engranajes epicicloidales, acoplados de una manera ingeniosa que también fue invención de Wilson. Engranajes sucesivos operaban mediante la combinación o "reducción de la reducción" proporcionada por la marcha anterior. Se requería un sistema epicicloidal separado para cada marcha intermedia, con un embrague cónico para la marcha superior directa y otro epicicloidal para la marcha atrás. Se disponía de cuatro marchas, en un momento en que muchos coches (especialmente los estadounidenses) por lo general solo tenían una caja de cambios de tres velocidades. Esto se debió al mercado deportivo, o incluso al de las carreras, donde la caja de cambios Wilson estaba presente porque las relaciones de cambio podían ser más cerradas. Aunque esta misma disposición de epicíclicos se convertiría en el precursor de la transmisión automática de posguerra, el uso de un convertidor de par en las transmisiones automáticas,, junto con la amplia banda y la gran potencia de los motores V8 americanos, hicieron que fueran aceptables relaciones de cambio mucho más largas. A diferencia de las cajas de cambios de "choque" de la primera mitad del siglo XX, las ruedas dentadas en una caja preselectora estaban permanentemente engranadas en un diseño epicicloidal.
El cambio de marcha con la caja Wilson se basaba en el control de las bandas de freno que mantenían el anillo de cada sistema epicicloidal en una posición fija. La banda de freno a seleccionar era controlada por una leva giratoria, movida por la palanca de cambios. Solo se activaba una banda para cada selección de marcha. Esta pequeña palanca manual no podía proporcionar suficiente potencia para enganchar y bloquear la banda de freno, de ahí la necesidad del pedal. El movimiento real de las bandas de freno era controlado por el mecanismo de "palanca", una característica distintiva del diseño de Wilson. Cuando se presionaba y soltaba el pedal, una serie de palancas en forma de dedos ('barra colectora') eran presionadas hacia arriba por un resorte helicoidal de gran dureza, contra una serie de varillajes ligeros o 'puntales de operación'. La posición de cada varillaje era controlada por el árbol de levas de selección de marchas. Si la leva (para cada engranaje) mantenía el varillaje en su lugar, evitando que se moviera fuera del camino, el dedo de la barra colectora presionaría, a través del puntal de operación, sobre las palancas que controlaban las bandas de freno. Estos conmutadores proporcionaban el apalancamiento adicional necesario para mantener la banda de freno en su lugar, bajo la fuerza del resorte helicoidal, hasta que se presionara el pedal. Otra característica del diseño de Wilson era el uso de tuercas autoajustables en cada banda para compensar el desgaste. La acción de enganchar y desenganchar cada banda era suficiente para hacer avanzar las tuercas de trinquete y así ajustar el desgaste eliminando cualquier holgura.

### Otros diseños epicicloidales

#### Cotal

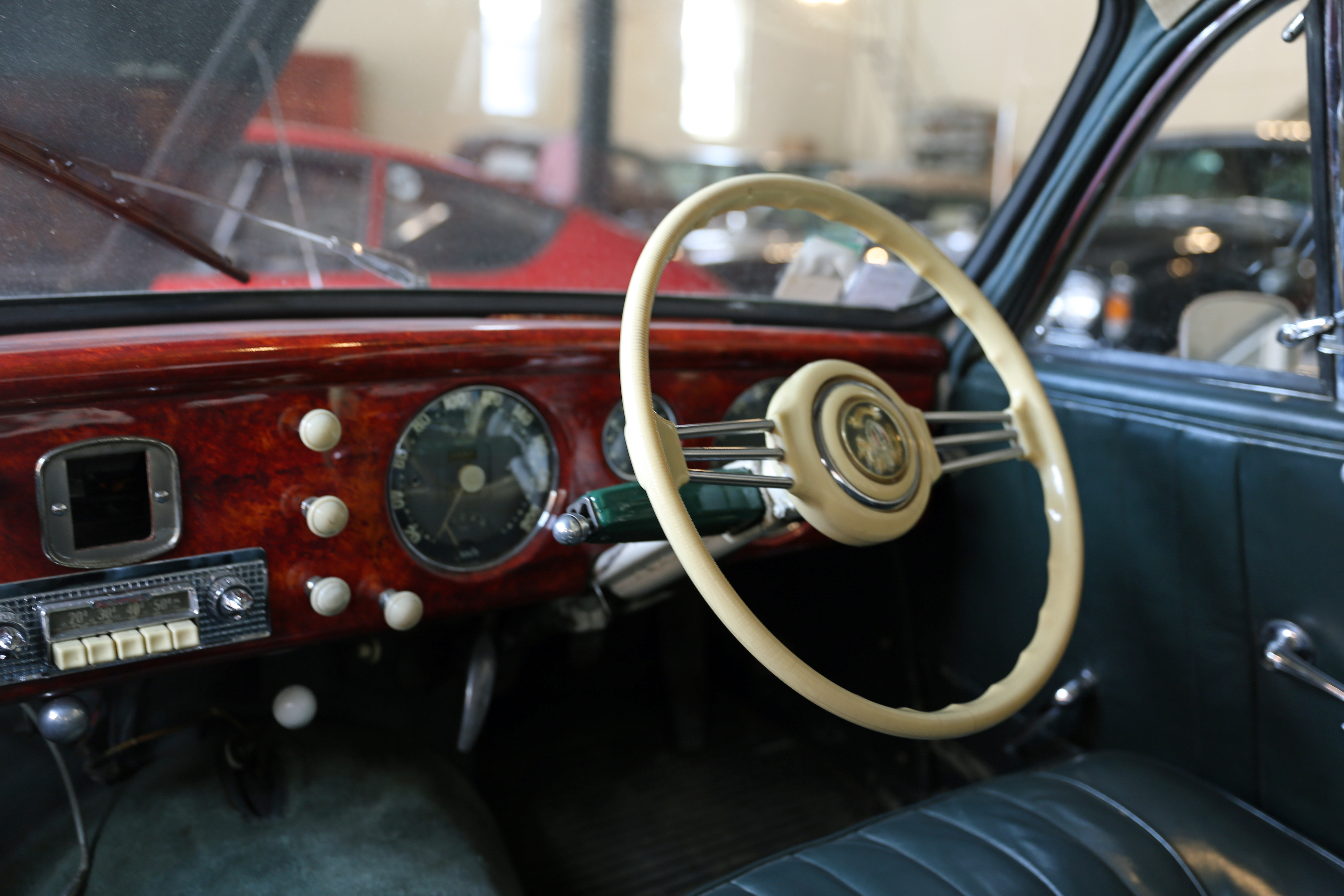
Salmson 2300S de 1954. Palanca de selección de marchas montada en el lado izquierdo de la columna de dirección

Durante las décadas de 1920 y 1930, varios fabricantes de automóviles de lujo franceses utilizaron una caja de cambios preselectora de tres o cuatro velocidades fabricada por Cotal. Un aspecto único de la caja de cambios Cotal fue el uso de un embrague electromagnético (en lugar de frenos de banda) para acoplar las marchas. Una desventaja de este sistema era que una pérdida de energía eléctrica significaba que el motor ya no permitía transmitir potencia a las ruedas. Los embragues se controlaban mediante un simple tablero de instrumentos o un interruptor montado en una varilla, descrito como "una cereza en un palillo de cóctel", y relés. No había acción servomecánica, por lo que no se necesitaban las levas de Wilson o disponer de una palanca de cambios o del pedal de cambio de marcha.

#### de Normanville
Durante la década de 1930, los automóviles Humber fueron equipados con una caja de cambios preselectora de cuatro velocidades producida por Laycock-de Normanville. Era muy similar a la caja Wilson, pero utilizaba la actuación hidráulica directa de las bandas de freno (seleccionadas mediante una palanca en la columna de dirección) evitando así la necesidad de un pedal de cambio de marcha.

#### Talbot
Varios automóviles Talbot en la década de 1930, como el Talbot AX65 Darracq de 1932-1935, usaban una "caja de cambios de aceleración" diseñada por Georges Roesch, basada en las patentes de Wilson. La caja de cambios Roesch se revisó ampliamente tanto en diseño como en materiales, permitiendo producir una caja de cambios más liviana que pudo soportar tres veces la potencia de la caja de cambios Wilson.
Esta caja de cambios preseleccionaba automáticamente la primera marcha cuando se activaba la marcha atrás. Al acoplar la segunda marcha, la caja de cambios preseleccionaba la tercera y la cuarta cuando se acoplaba la tercera. Luego alternaría entre la tercera y la cuarta hasta que se preseleccionara otra marcha manualmente. Las versiones iniciales se produjeron sin ningún tipo de embrague, aunque al poco tiempo se añadió al diseño un embrague centrífugo. Descrito por Talbot como el 'Embrague del tráfico', era un dispositivo simple, con dos zapatas oscilantes radialmente (similar a un freno de tambor).

#### Viratelle
Una de las primeras cajas de cambios con preselector fue un prototipo de caja de cambios de motocicleta de tres velocidades patentado por Marcel Viratelle en Francia en 1906, con un diseño muy compacto.

### Carro de combate Tiger
El tanque blindado alemán Panzer VI Tiger de 1942-1945 utilizó una forma de caja de cambios preselectora que fue construida por Maybach y ofrecía 8 marchas. El mecanismo de cambio era hidráulico para reducir el esfuerzo del conductor. Los embragues se utilizaron en combinaciones, lo que permitió muchas más relaciones que los actuadores. Disponía de tres cilindros hidráulicos, cada uno con dos posiciones y embragues de garras de control para trenes de engranajes dispuestos en cuatro ejes. Los cilindros fueron controlados por una válvula giratoria en una simple palanca de cambios de cuadrante y se activaba empujando la palanca lateralmente en su puerta. La combinación de los tres cilindros permitía disponer de ocho relaciones diferentes, aunque marcha atrás, estaban limitadas a las cuatro más bajas. Cuando los británicos estudiaron un tanque Tiger I capturado en 1943, la compañía Armstrong Siddeley Motors realizó un informe sobre la caja de cambios.

## Comparación con otras transmisiones

### Cajas de cambios de embrague múltiple
Una caja de cambios de embrague múltiple evita las dificultades de cambiar de marcha al evitar la necesidad de "cambiar" en absoluto. Funciona como una serie de cajas de cambios independientes, cada una controlada por un embrague independiente, entrelazadas para evitar la selección múltiple. Seleccionar una marcha es cuestión de seleccionar el embrague adecuado. Una ventaja de este tipo es que es sencillo organizar la operación remota, ya que no hay un varillaje de cambio de marcha como tal, simplemente una duplicación de un varillaje de embrague.

#### Relación única por embrague
Este tipo de caja de cambios apareció en las pruebas de caja de cambios de Oldbury en marzo de 1917, probando diferentes transmisiones en ocho Tanques pesados Británicos de la Primera Guerra Mundial. Cada relación tiene su propio eje y su propio embrague. Siempre que los embragues estén enclavados de modo que solo se pueda acoplar uno a la vez, el sistema es sencillo.
A principios de la década de 1980, esta transmisión se desarrolló para autobuses urbanos en el Reino Unido con el nombre de "Maxwell", con una caja de cambios de cuatro velocidades. Los autobuses del Reino Unido son en su mayoría de dos pisos con motores transversales montados en la parte trasera. Su uso también implica mucha conducción de parada y arranque, por lo que el embrague se desgasta mucho en las cajas de cambios convencionales. La ventaja de esta disposición fue el uso de cuatro embragues, todos de fácil mantenimiento desde el exterior del conjunto del motor, sin necesidad de desmontar el motor. Utilizaba embragues húmedos de placas múltiples alimentados con aceite. Las primeras cajas de cambios se ganaron una mala reputación por su falta de fiabilidad y en 1985 el desarrollador original, Brockhouse, concedió la licencia a Avon Maxwell Transmissions. Una versión más desarrollada, con una bomba de aceite ampliada, estaba disponible como actualización para la mayoría de los autobuses del Reino Unido. Una característica inusual de esta caja de cambios era la capacidad de acoplar la primera y la segunda marcha simultáneamente, actuando como un retardador hidráulico de 50 hp.

#### De embrague doble
La idea del cambio rápido solo con embrague también se ha desarrollado mediante la transmisión de embrague doble en automóviles recientes de alto rendimiento. El sistema combina la simplicidad de una caja de cambios convencional con los cambios rápidos de un diseño basado en embrague. Efectivamente, hay dos cajas de cambios independientes, cada una de las cuales ofrece relaciones alternativas del conjunto general, y los dos embragues seleccionan qué caja de cambios está funcionando. Los cambios dentro de la caja se realizan automáticamente, prediciendo qué relación necesitará el conductor a continuación. Siempre que la siguiente relación se haya seleccionado correctamente (es decir, cuando la computadora adivinó correctamente un cambio ascendente frente a un cambio descendente), el cambio en sí es simplemente un movimiento rápido del embrague. Sin embargo, los cambios inesperados pueden confundir al sistema, que primero debe seleccionar la relación correcta antes de activar el embrague, lo que produce un cambio mucho más lento.

#### Transmisiones semiautomáticas
Las transmisiones semiautomáticas, generalmente en forma de transmisión manual sin embrague, solo automatizan el sistema de embrague y han utilizado varios sistemas de control diferentes para su accionamiento, al tiempo que requieren la intervención del conductor para cambiar manualmente de marcha. Estos sistemas fueron introducidos por numerosos fabricantes de automóviles de producción en serie, antes de la llegada y producción de transmisiones automáticas hidráulicas, a partir de mediados de la década de 1930, hasta principios y mediados de la década de 1990. Estos sistemas solían eliminar por completo el pedal del embrague, o bien solo se requeriría para arrancar desde parado (y no para cambiar de marcha).
Posteriormente se introdujeron más mejoras, y se utilizaron varios otros métodos para automatizar el proceso de operación del embrague y la selección de marchas simultáneamente, más notablemente con la moderna transmisión robotizada, introducida por varios fabricantes de automóviles en la década de 1990, aunque el pionero fue la compañía japonesa Isuzu con su transmisión NAVi5 de 1985.

## Aplicaciones

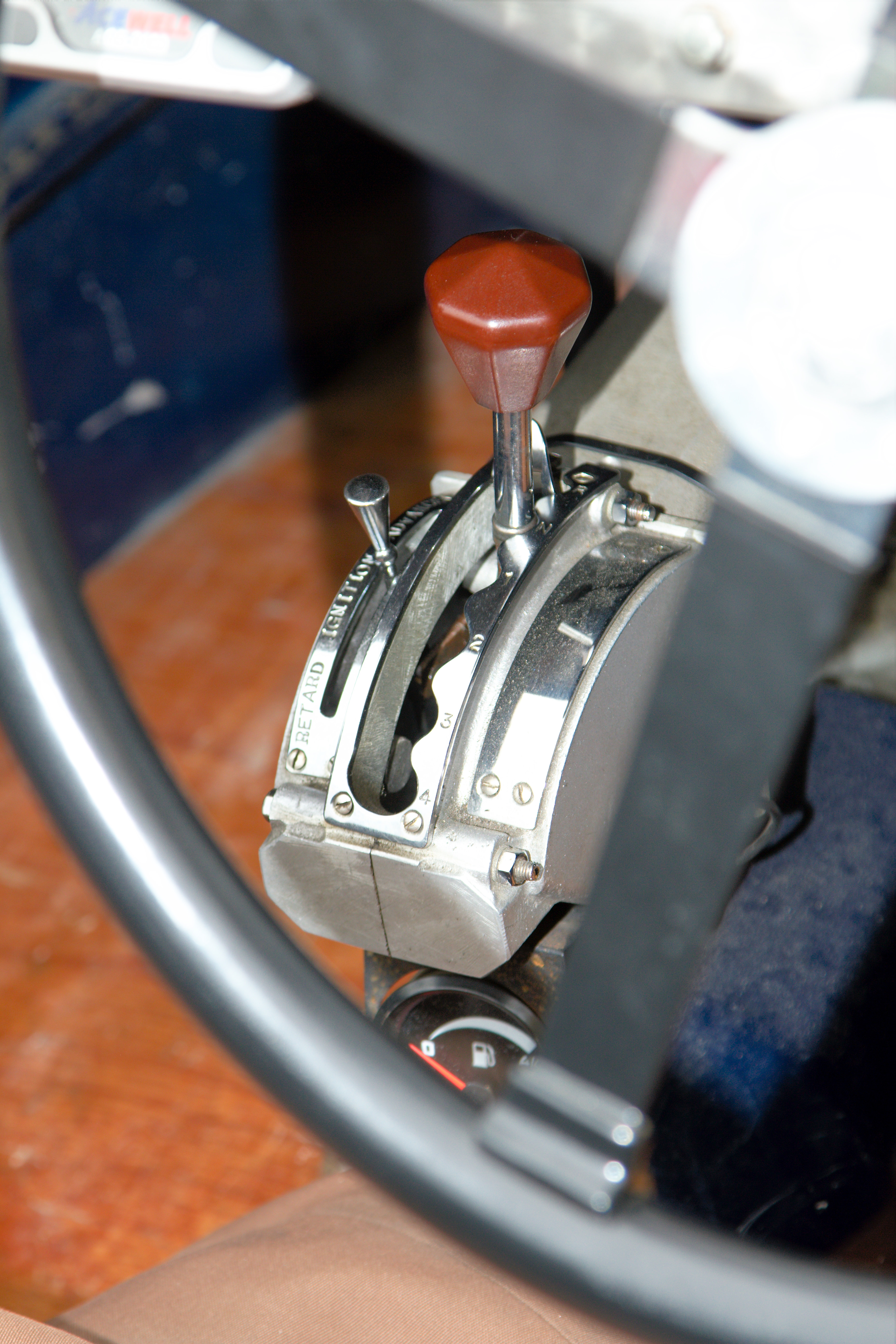
Palanca preselectora de un MG de 1933

### Turismos
- 1929-1959 Armstrong Siddeley: varios modelos[2][30][31]
- 1929-1941 Maybach— varios modelos
- Daimler de las décadas de 1930 a 1950: varios modelos, comenzando con el Daimler Double-Six de 1930.[32][33] El presidente de Daimler informó a los accionistas en su reunión general anual en noviembre de 1933: "La transmisión de volante fluido de Daimler ahora tiene tres años de éxito y equipa más de 11.000 vehículos, que van desde automóviles de pasajeros de 10 hp hasta omnibuses de dos pisos, agregando más de 160.000 hp en total que incorporan esta transmisión ... aún no se ha demostrado que cualquier otro sistema ofrezca todas las ventajas de la Transmisión Fluid Flywheel de Daimler. Nuestros coches Daimler, Lanchester y BSA siguen siendo lo que nos propusimos al fabricarlos - los aristócratas de su clase y tipo ... También hemos recibido numerosas consultas de los mercados extranjeros. (Aplausos)".[34]
- 1931-1937 Crossley Ten y Crossley Regis utilizaron la caja de cambios ENV Tipo 75[31]
- 1932-1934 MG Tipo K
- 1932-1938 Riley Nine, Riley 12/4, Riley 12/6 y varios otros modelos durante este período
- 1934-1935 Lagonda Rapier
- 1936-1937 Cord 810/812
- 1948 Tucker Torpedo

### Automovilismo

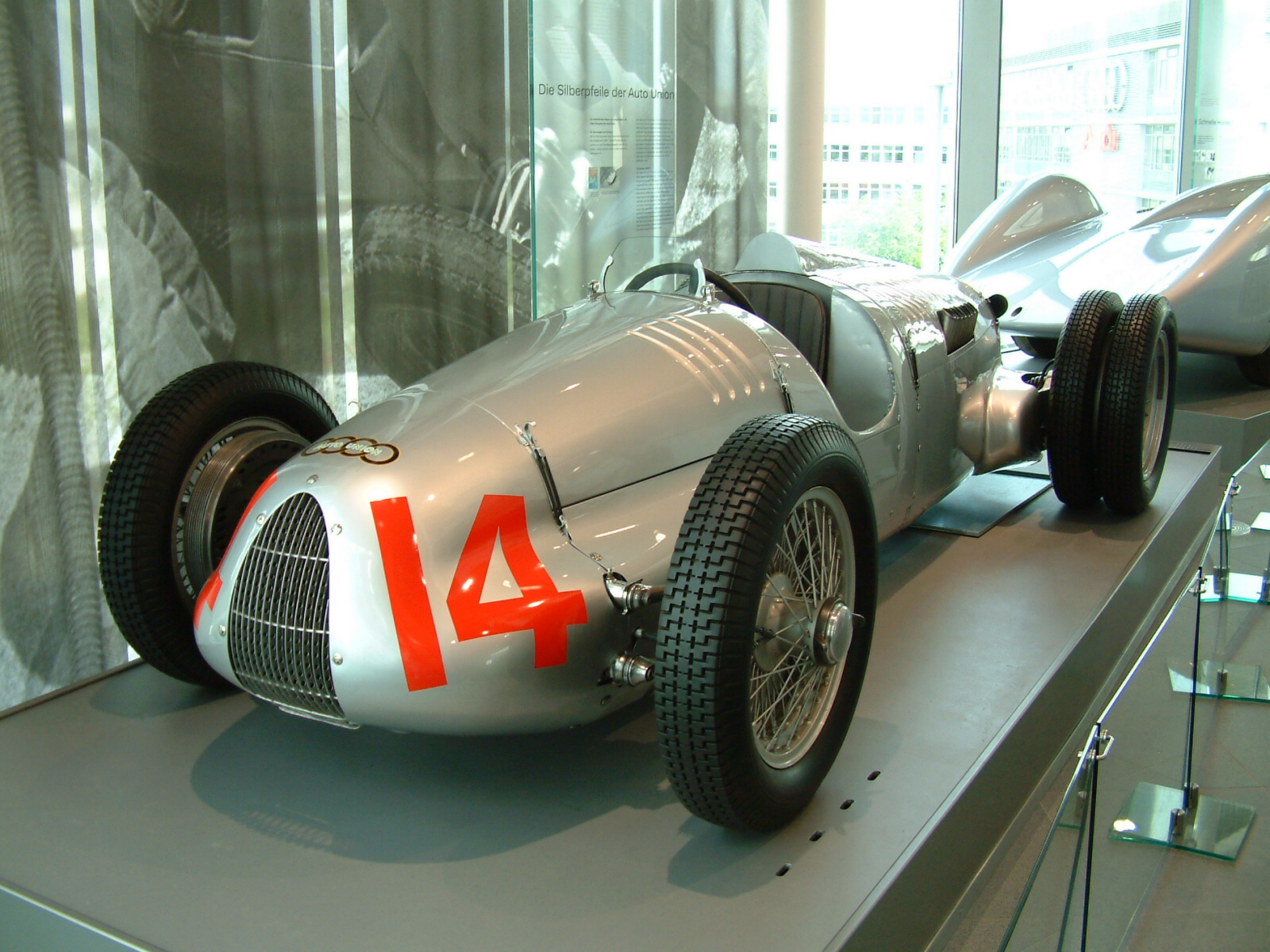
Auto Union Tipo D de 1939 para pruebas de escalada

Las cajas de cambios preselectoras se utilizaron en varias carreras de coches y motocicletas, incluida la Prueba internacional de los Seis Días de Suiza de 1921 y 1922, donde las motocicletas de Marcel Viratelle se inscribieron con modelos de serie; y distintas carreras de montaña donde participaron los coches ERA R4D en 1935, y las famosas flechas plateadas de Auto Union en la década de 1930.

### Autobuses
Varios autobuses construidos en el Reino Unido entre 1940 y 1960 tenían transmisión preselectora, incluidos los construidos por Leyland, Daimler y AEC. El AEC Regent III RT, un autobús comúnmente utilizado en Londres durante este período, utilizaba aire comprimido para accionar los cambios de marcha, mientras que otras cajas de cambios utilizaban accionamiento mecánico.
El funcionamiento típico de los autobuses de Londres consistía en una primera velocidad muy baja, que solo se usaba para subir desniveles pronunciados, por lo que el conductor al arrancar seleccionaba la segunda velocidad, pisaba y soltaba el pedal de cambio para activar la transmisión y luego seleccionaba la tercera, lista para cambiar de marcha. Todo esto se hacía mientras el autobús aún estaba parado. Al arrancar, solo se presionaba el pedal del acelerador, y el cambio a la tercera marcha se realizaba simplemente presionando el pedal de cambio de marcha.

### Vehículos blindados
- 1937-1943 Tanque Matilda II
- 1939-1945 Panzer 38(t) y el relacionado Praga LT-38
- 1939-1945 Panzer III, usando la caja de cambios Maybach-Variorex
- 1940-1974 Daimler Dingo
- 1943-1945 Stridsvagn m/42
- 1952-1971 Daimler Ferret
- 1952-1976 Alvis Saracen
- 1958-1972 Alvis Saladin
- 1963-197? OT-64 SKOT
- 1972-19 ?? Vehículo blindado de reconocimiento Fox
- 1993-2002 Challenger 2[38]

### Motocicletas
Algunas motocicletas James de la década de 1950 se fabricaron con motores Villiers y una caja de cambios preselectora. Se accionaban presionando el pedal de cambio para seleccionar la 1ª marcha, luego tirando de la palanca del embrague y, al regresar, la marcha se engranaba. Al presionar nuevamente el pedal de cambio, se seleccionó la 2ª marcha, que se engranaba solo después de que la palanca se hubiera accionado nuevamente.

### Ferrocarriles
Algunos de los primeros automotores con motor de gasolina y diésel de la década de 1930 usaban la caja de cambios preselectora Wilson, como los 'Flying Banana' con motor AEC del Ferrocarril Great Western.